# Bahia Pacifica
Bahia Pacifica est un gratte-ciel de logements de 185 mètres de hauteur construit à Panama en 2007. 
L'architecte est l'agence George J. Moreno II & Associate Architects
Le promoteur et le constructeur est la société  Desarrollo Bahía